# Emma Wikén
Emma Christina Wikén (Åsarna, 1 mei 1989) is een Zweedse langlaufster. Ze vertegenwoordigde haar vaderland op de Olympische Winterspelen 2014 in Sotsji.

## Carrière
Bij haar wereldbekerdebuut, in maart 2010 in Lahti, scoorde Wikén direct wereldbekerpunten. In januari 2013 eindigde de Zweedse in Toblach voor de eerste maal in haar carrière in de toptien van een wereldbekerwedstrijd. Op de wereldkampioenschappen langlaufen 2013 in Val di Fiemme eindigde ze als veertiende op de 15 kilometer skiatlon, als negentiende op de 10 kilometer vrije stijl en als 22e op de 30 kilometer klassieke stijl. Samen met Ida Ingemarsdotter, Anna Haag en Charlotte Kalla veroverde ze de zilveren medaille op de estafette. Tijdens de Olympische Winterspelen van 2014 in Sotsji eindigde Wikén als achtste op de 30 kilometer vrije stijl, als negende op de 15 kilometer skiatlon en als twaalfde op de 10 kilometer klassieke stijl. Op de estafette werd ze samen met Ida Ingemarsdotter, Anna Haag en Charlotte Kalla olympisch kampioen.
In Falun nam de Zweedse deel aan de wereldkampioenschappen langlaufen 2015. Op dit toernooi eindigde ze als zestiende op de 10 kilometer vrije stijl, als negentiende op de 15 kilometer skiatlon en als 25e op de 30 kilometer klassieke stijl. Op de wereldkampioenschappen langlaufen 2017 in Lahti eindigde ze als 32e op de 30 kilometer vrije stijl.

## Resultaten

### Olympische Spelen
| Jaar | Plaats | Resultaten                                                                              |
| ---- | ------ | --------------------------------------------------------------------------------------- |
| 2014 | Sotsji | 12e 10 km klassieke stijl · 9e 15 km skiatlon · 8e 30 km vrije stijl · 4×5 km estafette |

### Wereldkampioenschappen
| Jaar | Plaats        | Resultaten                                                                                  |
| ---- | ------------- | ------------------------------------------------------------------------------------------- |
| 2013 | Val di Fiemme | 19e 10 km vrije stijl · 14e 15 km skiatlon · 22e 30 km (klassieke stijl) · 4×5 km estafette |
| 2015 | Falun         | 16e 10 km vrije stijl 19e 15 km skiatlon 25e 30 km klassieke stijl                          |
| 2017 | Lahti         | 32e 30 km vrije stijl                                                                       |

### Wereldbeker
Eindklasseringen
| Seizoen   | Algm | DI  | SP  | TdS |
| --------- | ---- | --- | --- | --- |
| 2009/2010 | 120e | 93e | –   | –   |
| 2011/2012 | 83e  | 61e | –   | –   |
| 2012/2013 | 21e  | 20e | 56e | 11e |
| 2013/2014 | 21e  | 16e | –   | 17e |
| 2014/2015 | 16e  | 14e | 68e | 9e  |
| 2015/2016 | 67e  | 42e | –   | DNF |
| 2016/2017 | 47e  | 33e | –   | 23e |
| 2017/2018 | 36e  | 24e | –   | 14e |

### Marathons
Overige marathonzeges
| Nr. | Datum         | Plaats        | Marathon        | Onderdeel                      |
| --- | ------------- | ------------- | --------------- | ------------------------------ |
| 1.  | 17 april 2010 | Bruksvallarna | Fjälltopploppet | 26 km vrije stijl (massastart) |
| 2.  | 21 april 2012 | Bruksvallarna | Fjälltopploppet | 26 km vrije stijl (massastart) |